# Dehumanizer
Dehumanizer – studyjny album brytyjskiej grupy Black Sabbath wydany 30 czerwca 1992. Po odejściu Tony'ego Martina wokalistą ponownie został Ronnie James Dio. Do składu wrócił też Vinny Appice oraz Geezer Butler.

## Lista utworów
1. "Computer God" – 6:10
2. "After All (the Dead)" – 5:37
3. "TV Crimes" – 3:58
4. "Letters from Earth" – 4:12
5. "Master of Insanity" – 5:54
6. "Time Machine" – 4:10
7. "Sins of the Father" – 4:43
8. "Too Late" – 6:54
9. "I" – 5:10
10. "Buried Alive" – 4:47
11. "Time Machine [Wayne's World Version]" – 4:18

## Twórcy
- Ronnie James Dio – wokal
- Tony Iommi – gitara
- Geezer Butler – gitara basowa
- Vinny Appice – perkusja